# イン・コンサート2002
『イン・コンサート2002』（原題：In Concert: Merchants of Cool）は、バッド・カンパニーが2002年に録音・発表したライブ・アルバム及び映像作品。

## 解説
オリジナル・メンバーのうちポール・ロジャースとサイモン・カークの2人に、1990年代のアルバムやツアーにも参加したデイヴ・コールウェル、それにロジャースのソロ・バンドに参加していたジャズ・ロクリーを加えたラインナップで録音された。バンドは2002年1月よりアメリカ・ツアーを開始し、本作にはアナハイムとデンバーにおけるライブ録音が収録された。また、「ジョー・ファビュラス」と「セイヴィング・グレイス」はスタジオ録音の新曲で、ロジャースと親交の深いニール・ショーンが「セイヴィング・グレイス」の共作者としてクレジットされている。
「ロックン・ロール・ファンタジー」は、ビートルズのカヴァー2曲とのメドレーとして演奏された。また、「オール・ライト・ナウ」は、ロジャースとカークがバッド・カンパニー結成前に所属していたフリーの曲である。なお、映像版のみ収録の「ウィッシング・ウェル」もフリーの曲で、この曲にはニール・ショーンとスラッシュがゲスト参加した。
Stephen Thomas Erlewineはオールミュージックにおいて5点満点中3点を付け「バンドが全盛期を迎えていた1970年代中期のパフォーマンスとはまるで違うが、今なお当時の彼らにこだわっている人々でも、きっと楽しめることだろう」と評している。

## 収録曲
特記なき楽曲はポール・ロジャース作。

### CD
1. バーニン・スカイ - "Burnin' Sky" - 5:36
2. キャント・ゲット・イナフ - "Can't Get Enough" (Mick Ralphs) - 3:47
3. フィール・ライク・メイキン・ラヴ - "Feel Like Makin' Love" (Paul Rodgers, M. Ralphs) - 5:26
4. ロック・ステディ - "Rock Steady" - 3:48
5. ムーヴィン・オン - "Movin' On" (M. Ralphs) - 3:10
6. ディール・ウィズ・ザ・プリーチャー - "Deal with the Preacher" (P. Rodgers, M. Ralphs) - 4:34
7. レディ・フォー・ラヴ - "Ready For Love" (M. Ralphs) - 6:34
8. ロックン・ロール・ファンタジー〜ビートルズ・メドレー - "Rock and Roll Fantasy" - 6:29
  - ティケット・トゥ・ライド - "Ticket to Ride" (John Lennon, Paul McCartney)
  - アイ・フィール・ファイン - "I Feel Fine" (J. Lennon, P. McCartney)
9. オール・ライト・ナウ - "All Right Now" (P. Rodgers, Andy Fraser) - 6:25
10. バッド・カンパニー - "Bad Company" (P. Rodgers, Simon Kirke) - 5:42
11. シルヴァー・ブルー・アンド・ゴールド - "Silver, Blue and Gold" - 5:08
12. シューティング・スター - "Shooting Star" - 6:43
13. ジョー・ファビュラス - "Joe Fabulous" - 3:39
14. セイヴィング・グレイス - "Saving Grace" (P. Rodgers, Neal Schon) - 4:08

### DVD
1. "Burnin' Sky"
2. "Can't Get Enough" (M. Ralphs)
3. "Good Lovin' Gone Bad" (M. Ralphs)
4. "Feel Like Makin' Love" (P. Rodgers, M. Ralphs)
5. "Rock Steady"
6. "Movin' On" (M. Ralphs)
7. "Seagull" (P. Rodgers, M. Ralphs)
8. "Ready For Love" (M. Ralphs)
9. "Deal with the Preacher" (P. Rodgers, M. Ralphs)
10. "Rock and Roll Fantasy"
11. "All Right Now" (P. Rodgers, A. Fraser)
12. "Wishing Well" (P. Rodgers, S. Kirke, Tetsu Yamauchi, Paul Kossoff, John Bundrick)
13. "Bad Company" (P. Rodgers, S. Kirke)
14. "Silver, Blue and Gold"
15. "Run with the Pack"
16. "Shooting Star"
17. "Joe Fabulous"

## 参加ミュージシャン
- ポール・ロジャース - ボーカル、ピアノ、ギター
- サイモン・カーク - ドラムス、パーカッション
- デイヴ・コールウェル - ギター
- ジャズ・ロクリー - ベース